# Мыт
Мыт — место, где останавливались возы, лодки, позже название торговых и проезжих пошлин по суше и рекам. Устанавливать мыт могло только правительство, но иногда оно уступало его частным лицам и духовенству.
Упоминания о подобных местах появляются в документах с XII века. С середины XIII века мыт взимался при провозе товаров через заставы у городов и крупных селений. Упразднён Торговым уставом 1653 года. В 1653—1753 годах мытом (или замытом) называлась пятипроцентная пошлина, взимавшаяся в Москве и Нижнем Новгороде с товаров (кроме хлеба) на так называемых «мытных дворах».